# داویجان
داویجان، روستایی از توابع بخش مرکزی شهرستان ملایر در استان همدان ایران، می‌باشد. این روستا قدیمی‌ترین روستای شهرستان ملایر می‌باشد.
روستای داویجان مهمترین مرکز کشت و تولید محصولات مرواربافی در کشور است، بدین لحاظ با رأی نهایی پنجمین شورای راهبردی انتخاب شهرها و روستاهای ملی در ابتدای آذرماه ۱۴۰۰ به عنوان روستای ملی ثبت شده است.

## جمعیت
این روستا در دهستان موزاران قرار دارد و براساس سرشماری مرکز آمار ایران در سال ۱۳۹۵، جمعیت آن ۱۲۰۰ نفر (۴۰۳خانوار) بوده‌است.
این روستا قدیمی‌ترین روستای شهرستان ملایر می‌باشد.